# Lijst van afleveringen van MythBusters (seizoen 4)
Dit is een lijst van de verschillende mythes en broodjeaapverhalen uitgetest in het vierde seizoen van de televisieserie Mythbusters. Mythes kunnen drie uitkomsten hebben: Busted (de bewering klopt niet), Plausible (de bewering is mogelijk juist), of Confirmed (de bewering werd bevestigd).

## Aflevering 44 — "Paper Crossbow"

### Paper Crossbow
Deze mythe dreigde lange tijd niet te mogen worden getest, omdat de producers bij Discovery Channel bang waren dat gevangenen hetzelfde zouden gaan proberen.
| Mythe | Status    | Notities |
| --- | --------- | --- |
| Een gevangene kan een kruisboog maken van enkel papier en andere spullen die je in de gevangenis mag hebben, en hiermee iemand vermoorden. | Plausible | Jamie en Adam bouwden elk een kruisboog en vuurden een paar schoten af. Het is aannemelijk iemand met een kruisboog te doden, maar je moet precies richten op een zwakke plek (zoals de slagader in de nek). Iets dat erg lastig is met een papieren wapen. De kruisboog wordt bovendien na een paar schoten nutteloos. |

### Wodka Mythes II
Wodka kan...
| Mythe                                                     | Status    | Notities                                                                            |
| --------------------------------------------------------- | --------- | ----------------------------------------------------------------------------------- |
| ...de stank van sigarettenrook uit je kleren verwijderen. | Plausible | Er was een duidelijk verschil tussen de controlejas en de jas besproeid met wodka.  |
| ...bijen doden als een soort insecticide.                 | Busted    | De wodka kon geen bijen doden.                                                      |
| ...worden gebruikt als badkamerreiniger.                  | Plausible | Wodka is minder effectief dan een commercieel schoonmaakmiddel, maar het werkt wel. |

## Aflevering 45 — "Shredded Plane"

### Shredded Plane
Deze mythe is ontstaan naar aanleiding van een foto waarop een vliegtuig te zien is waarvan de staart helemaal is opengereten in een vast patroon. Dit kan gebeurd zijn door…
| Mythe                                                     | Status    | Notities |
| --------------------------------------------------------- | --------- | --- |
| ...een kettingzaag                                        | Busted    | De schade die een kettingzaag veroorzaakt komt niet overeen met die op de foto.                                         |
| ...de propeller van een ander, op hol geslagen vliegtuig. | Confirmed | Er werd een test op groot formaat gedaan met een echt vliegtuig. Het eindresultaat was bijna gelijk aan dat op de foto. |

### Fire Without Matches
Vuur kan worden gemaakt door...
| Mythe                                                                   | Status    | Notities |
| ----------------------------------------------------------------------- | --------- | --- |
| ...twee stokjes tegen elkaar te wrijven.                                | Confirmed | De Junior MythBusters speelden wel vals door een boor en wat buskruit te gebruiken. |
| ...een afgevuurde kogel.                                                | Confirmed | Eerdere testen met moderne vuurwapens werkten niet. Tory modificeerde toen een oude musket en verving de kogel door een stukje kleding. Bij het afvuren ontstak de ontploffing in het geweer de kleding. |
| ...gebruik te maken van de bodem van een blikje, gepolijst met chocola. | Confirmed | Door de chocola kreeg de bodem van het blikje een glanzend en weerkaatsend oppervlak dat licht en hitte kon focussen in een punt.                                                                        |
| ...gebruik te maken van staalwol en de uiteinden van batterijen.        | Confirmed | Er waren verschillende pogingen voor nodig, maar uiteindelijk ontstak een vonk de staalwol. |
| ...gebruik te maken van ijs.                                            | Confirmed | Kari gebruikte een bol, ongeveer half zo groot als een bowlingbal, van speciaal doorzichtig ijs als een vergrootglas om zo vuur te maken.                                                                |

## Aflevering 46 — "Archimedes' Death Ray"
Deze aflevering stond ook wel bekend als The Great Archimedes Burn-Off, en was een grote hertest van de Ancient Death Ray mythe uit seizoen 2. Er kwamen zoveel reacties op dat de MythBusters een wedstrijd organiseerden waarin fans mochten proberen hun eigen “Death Ray” te bouwen en deze te demonstreren aan de MythBusters. Ook werd nogmaals geprobeerd de mythe zelf te herhalen en een echt schip in brand te steken.
Er waren twee categorieën: de grote schaal en de kleine. Bij de kleine moest een doelwit op 2 meter afstand in brand worden gestoken, bij de grote een op 30 meter afstand.
Hoewel het op zich wel kan, bleven de MythBusters bij hun oude oordeel dat de Mythe niet waar is. En wel om de volgende redenen:
1. De eerste historische beschrijving waarin wordt gesuggereerd dat er brand was kwam van 300 jaar na de veldslag, en over spiegels werd pas voor het eerst gesproken 800 jaar na de veldslag.
2. De mythe zou plaats hebben gevonden op Syracuse, wat inhield dat Archimedes alleen het zonlicht in de ochtend kon gebruiken, wat veel zwakker is dan dat in de middag.
3. De spiegel zou uitzonderlijk groot moeten zijn
4. Het doelwit moet stil blijven liggen, iets wat vijandelijke schepen niet zouden doen.
5. Archimedes zou waarschijnlijk nooit een wapen bouwen dat nutteloos wordt bij slecht of bewolkt weer.
6. Er waren genoeg alternatieven beschikbaar, zoals boogschutters met brandende pijlen en primitieve molotovcocktails.

| Mythe                                                                          | Status     | Notities                                                      |
| ------------------------------------------------------------------------------ | ---------- | ------------------------------------------------------------- |
| Met behulp van bronzen spiegels kan een houten schip in brand worden gestoken. | Her-Busted | Het kostte gewoonweg te lang om een schip te doen ontbranden. |

## Aflevering 47 — "Helium Football"

### Helium Football
| Mythe | Status | Notities |
| --- | ------ | --- |
| Een reguliere NFL footballbal vliegt verder indien je hem vult met helium in plaats van samengeperste lucht. | Busted | Onder gelijke omstandigheden wat betreft lanceersnelheid en atmosferische omstandigheden, vliegen helium ballen juist minder ver. Dit komt doordat door de helium de ballen minder massa hebben, en dus meer weerstand ondervinden van luchtstromen. |

### Catching a Bullet in Your Teeth
| Mythe | Status | Notities |
| --- | ------ | --- |
| Het is mogelijk voor een mens om een afgevuurde kogel te vangen tussen je tanden, zoals goochelaars vaak doen. | Busted | Dit werd getest op varkenstanden, die sterker zijn dan menselijke tanden. De tanden versplinterden geheel door de kogel. Bovendien kan een mens nooit snel genoeg reageren om een kogel te vangen. |

## Aflevering 48 — "Franklin's Kite"

### Franklin's Kite
| Mythe                                                                                         | Status              | Notities |
| --------------------------------------------------------------------------------------------- | ------------------- | --- |
| Benjamin Franklin ontdekte elektriciteit door een vlieger op te laten tijdens een onweersbui. | Busted en Confirmed | Het experiment zelf kan geheel worden uitgevoerd zoals beschreven in de mythe, maar de elektrische lading van de bliksem zou fataal zijn voor degene die het vliegerkoord vasthoudt. Ook ontdekten de Junior MythBusters dat de vlieger niet direct geraakt hoeft te worden om dit experiment te laten werken. Waarschijnlijker is dus dat de elektriciteit die Franklin voelde afkomstig was uit de lucht, niet uit de bliksem zelf. Dus. Experiment: Confirmed. Verhaal: Busted. |

### Facts About Flatulence
Winderigheid kan worden versterkt door...
| Mythe | status    | Notities |
| --- | --------- | --- |
| ...bonen te eten                                                                                              | Confirmed | Toen hij op een dieet van bonen stond, verdubbelde Adams flatulentie. |
| ...koolzuurhoudende drankjes te drinken                                                                       | Confirmed | Na een hele dag alleen maar koolzuurhoudende drankjes te hebben gedronken, verdubbelde Kari’s flatulenties.                                                                                                   |
| ...biefstuk te eten.                                                                                          | Busted    | Jamies flatulentie veranderde niet na een dag lang op een dieet van biefstuk te hebben gestaan. |
| Het is Plausible om in je slaap zoveel winden te laten, dat je kan stikken door het gas dat daarbij vrijkomt. | Busted    | De hoeveelheid potentieel dodelijk gas die zich in een normale wind bevindt, zoals koolstofdioxide, is te laag om een gevaar te vormen.                                                                       |
| Een lucifer aansteken verbrandt de geur van een wind.                                                         | Busted    | De stank in een wind wordt veroorzaakt door het aanwezige diwaterstofsulfide. Een lucifer aansteken verlaagt het gehalte diwaterstofsulfide niet. De geur van de rook overtreft de stank van een wind alleen. |

## Aflevering 49 — "Cell Phones on a Plane"

### Helium Raft
| Mythe                                                                         | Status | Notities |
| ----------------------------------------------------------------------------- | ------ | --- |
| Je kunt vliegen met een opblaasbaar reddingsvlot, als je het met helium vult. | Busted | De hoeveelheid helium die nodig is om een persoon van de grond op te tillen (om nog maar te zwijgen van het vlot zelf) is te groot om dit plan uit te voeren. Bovendien zou het vlot buitengewoon groot moeten zijn. |

### Cell Phones on a Plane
| Mythe | Status | Notities |
| --- | ------ | --- |
| Het feit dat je geen mobiele telefoons mag gebruiken in vliegtuigen is niet omdat deze zouden storen met de apparatuur van het vliegtuig, maar om je te dwingen de veel duurdere ingebouwde telefoons te gebruiken. | Busted | Signalen van mobiele telefoons, vooral die rond 800-900 MHz, hadden wel effect op een niet-beschermde cockpit. Aangezien oudere vliegtuigen niet beschermd zijn tegen de straling van mobiele telefoons, en er steeds nieuwe mobiele telefoons verschijnen die zelfs moderne vliegtuigen kunnen storen, staat de FCC (via de FAA) niet toe dat er mobiele telefoons gebruikt worden in vliegtuigen. |

## Aflevering 50 — "Bullets Fired Up"

### Bullets Fired Up
| Mythe                                                                                                   | Status                          | Notities |
| --- | ------------------------------- | --- |
| Kogels die kaarsrecht omhoog worden geschoten, zijn ook wanneer ze terug naar de Aarde vallen dodelijk. | Busted, Plausible, en Confirmed | Een uiterst opmerkelijke uitkomst. Indien een kogel inderdaad kaarsrecht omhoog wordt geschoten, en kaarsrecht naar beneden valt, is hij niet dodelijk. Dit gebeurt echter maar zelden. Vaker komt het voor dat een kogel die de lucht in vliegt in een boog terugvalt naar de grond. In dat geval is hij wel dodelijk. Er zijn gevallen bekend van mensen die werden verwond of gedood door een kogel die uit de lucht kwam vallen. |

### Wodka Mythes III
Wodka kan...
| Mythe                                                                          | status    | Notities |
| ------------------------------------------------------------------------------ | --------- | --- |
| ...de uitslag die ontstaat door poison oak verwijderen.                        | Busted    | Om een of andere reden bleken alle MythBusters immuun voor de effecten van de bladeren. Er werden drie proefpersonen bij gehaald, en bij hen hielp de wodka niet.  |
| ...op een pijnloze manier vastzittende pleisters verwijderen.                  | Plausible | De wodka verzachtte de pijn, maar helemaal pijnloos was het niet.                                                                                                  |
| ...worden veranderd van goedkope wodka naar hoge-kwaliteitwodka via filtratie. | Busted    | Een wodkakenner werd erbij gehaald om, via een test waarbij niemand precies wist wat in welk glas zat, te proeven of de wodka inderdaad beter werd. Antwoord: nee. |

## Aflevering 51 — "Myths Reopened"
Dit is de vierde aflevering waarin mythes worden hertest (indien aflevering 46, de Archimedes Death Ray, ook mee wordt geteld).

### Salami Rocket
De MythBusters bekijken opnieuw de Confederate Rocket mythe met wat nieuwe informatie van de kijkers.
| Mythe                                                | Status    | Notities                                                                                   |
| ---------------------------------------------------- | --------- | ------------------------------------------------------------------------------------------ |
| Een hybride raket kan worden afgeschoten met salami. | Confirmed | Salami, net als de paraffine in de eerste test, was in staat de raket op te laten stijgen. |

### Splitting an Arrow
| Mythe | Status    | Notities |
| --- | --------- | --- |
| Een pijl kan geheel worden gespleten door een andere pijl, zoals in de film The Adventures of Robin Hood (Uit Splitting an Arrow) | Re-Busted | Pas bij een pijl van hol bamboe werd het splijteffect bereikt. Bij een houten pijl is het gewoon niet mogelijk. |

### Guns Fired Underwater
De MythBusters bewezen al in seizoen 2 met de Bulletproof Water mythe dat je onder water veilig bent voor kogels afgevuurd vanaf de kant. Maar wat als het pistool ook onder water is?
| Mythe                                                                                 | Status    | Notities |
| ------------------------------------------------------------------------------------- | --------- | --- |
| Een modern vuurwapen kan nog steeds worden afgeschoten als het geheel onder water is. | Confirmed | Alle geteste wapens konden onder water schieten. Maar de kogels verliezen al snel hun snelheid en zijn na ongeveer een meter niet meer dodelijk. |

## Aflevering 52 - "Mind Control"

### Dynamite Paint Job
| Mythe | Status | Notities |
| --- | ------ | --- |
| Een kleine kamer kan snel worden geverfd door een verfpot in het midden te zetten en er een dynamietstaaf in te stoppen (zoals Mr. Bean een keer deed). | Busted | De ontploffing verspreidt de verf niet genoeg om de hele kamer te schilderen. Slechts 40% van de kamer werd geverfd. |

### Mind Control
Het Junior team probeerde een aantal op internet gevonden middelen voor "gedachtenbeheersing" uit. Je kan iemands gedachten beheersen door…
| Mythe                                                                       | status    | Notities |
| --------------------------------------------------------------------------- | --------- | --- |
| ...een zogenaamde "psionische helm" (een kristal op een fietshelm).         | Busted    | Geen effect |
| ....gepulseerde lucht                                                       | Busted    | Geen effect |
| ...een ronddraaiende magneet                                                | Plausible | Hoewel het plausibel is dat een soort van "gedachtenbeheersing" wordt bereikt (gekeken naar de EEG meting), was er geen direct bewijs dat het werkte. |
| ... subliminaal geluid.                                                     | Busted    | Geen effect |
| ...hypnose middels een knipperend lampje en afwisselend hoog en laag geluid | Plausible | Er is genoeg bewijs rondom hypnose om dit als plausibel te bestempelen.                                                                               |

## Aflevering 53 - "Exploding Pants"

### Exploding Pants
| Mythe | Status    | Notities |
| --- | --------- | --- |
| Onder de juiste omstandigheden, kunnen chemicaliën, die voorkomen op een boerderij, een broek spontaan in brand doen vliegen als ze hierop worden gemorst. | Confirmed | De Junior MythBusters probeerden katoenen denim broeken gedrenkt in kunstmest, schietkatoen, buskruit en de herbicide natriumchloraat te doen ontbranden met open vuur, een hittebron, wrijving en een enorme klap. Alleen de herbicide kon ontbranden. De mythe werd bevestigd toen werd aangenomen dat met explosie in dit geval een spontane heftige ontbranding wordt bedoeld. |

### The Great Gas Conspiracy
Deze mythe is een complottheorie die luidt dat benzinepomp eigenaren en automonteurs in het geheim voertuigen maken die extra brandstof verbruiken om zo meer winst te kunnen maken.
Je kan een auto zuiniger laten rijden door…
| Mythe                                             | status    | Notities |
| ------------------------------------------------- | --------- | --- |
| ...carburateur magneten.                          | Busted    | Geen effect |
| ...aceton vermengd met de benzine                 | Busted    | Maakte het verbruik juist groter |
| ..."mirakelcarburateur".                          | Busted    | Veel minder zuinig |
| ...Waterstof brandstofcellen                      | Busted    | De cel werkte niet met de auto. Bovendien zou dit een zeer duur alternatief zijn. |
| ...kookolie te gebruiken in plaats van brandstof. | Confirmed | Hoewel de motor waarschijnlijk zou beschadigen, kan een auto met dieselmotor op kookolie lopen. Maar de MythBusters concludeerden dat als kookolie de nieuwe brandstof wordt, er snel een tekort aan zou ontstaan en het alsnog duur zou worden. |

## Aflevering 54 — "Crimes and Myth-Demeanors 1: Great Hollywood Heists"
In deze aflevering staan wederom enkele mythes uit Hollywoodfilms centraal. Ditmaal mythes rondom inbraken.

### Air Duct Climb
Deze mythe komt uit de film Firetrap. Je kan via de ventilatieschachten een gebouw onopgemerkt binnendringen door middel van…
| Mythe         | Status | Notities |
| ------------- | ------ | --- |
| ...magneten   | Busted | Jamies magneten (tien exemplaren van 225 kg) konden zijn gewicht dragen en stelden hem in staat naar de top van de schacht te klimmen. Maar ze maakten gewoonweg te veel lawaai om onopgemerkt binnen te komen. |
| ...zuignappen | Busted | Adams zuignappen konden zijn gewicht dragen en waren veel stiller dan Jamie’s magneten. Maar het mechnisme dat Adam gebruikte om de zuignappen vacuüm te zuigen faalde vaak, waardoor hij wegslipte en viel. Iets dat in werkelijkheid zijn positie zou verraden. Toen hij het eindelijk tot de top haalde, bleek dat het losbreken van het rooster daar te veel lawaai maakte om onopgemerkt te doen. |

### Laser Beam Dodge
Deze mythe komt uit de film Entrapment. Echter, de zichtbare laserstralen van het alarmsysteem uit de film bestaan in werkelijkheid niet. In werkelijkheid werken laseralarmen met infrarood licht. De MythBusters bouwden voor deze mythe daarom hun eigen systeem van zichtbare lasers, gecombineerd met "echte" infraroodlasers.
Je kunt met succes een systeem van laserstraal detectoren ontwijken door…
| Mythe                                                                           | Status | Notities |
| ------------------------------------------------------------------------------- | ------ | --- |
| ...cosmetisch poeder de kamer in te blazen om zo de stralen zichtbaar te maken. | Busted | Het poeder werkt alleen zolang het in de lucht hangt, en dat is maar zeer kort. te veel poeder kan bovendien de laserstraal doorbreken en dus het alarm doen afgaan. Daarbij bestaan de meeste laseralarmen uit infrarode stralen.                                         |
| ... een nachtkijker te gebruiken.                                               | Busted | Geen van de laserstralen wordt zichtbaar met de nachtkijker. Een combinatie van de bril en het poeder stelde Tory in staat tijdelijk de infraroodstraling te zien, maar niet lang genoeg voor een duidelijk beeld.                                                         |
| ...zelf een andere laser op de sensor te richten.                               | Busted | Hoewel deze methode wel werkte bij zichtbare laserstralen, is bij onzichtbare straling zoals infrarood niet te bepalen waar de sensoren zitten. Een systeem van zichtbare lasers bestaat niet, en bij infrarood is deze methode te omslachtig om in het echt te gebruiken. |

### Glass Door Forced Entry
Een glazen deur kan geruisloos worden opengesneden door…
| Mythe                                                                     | Status    | Notities |
| ------------------------------------------------------------------------- | --------- | --- |
| ...het glas voorzichtig los te snijden en los te trekken met een zuignap. | Busted    | Het process voor het snijden van een perfecte cirkel in een glasplaat is te luidruchtig. |
| ...een gat te boren                                                       | Plausible | Het boren veroorzaakte wel wat geluid, maar niet genoeg om een geluidsgevoelig alarm te doen afgaan. Wel brak door het boren de gehele glasplaat, maar omdat het gelamineerd was werd het bij elkaar gehouden. Vervolgens hoefden Adam en Jamie alleen maar voorzichtig de stukjes glas los te peuteren tot er een gat was ontstaan dat groot genoeg was om je arm door te steken en de deur te openen. |

### Fooling the Pressure Sensor
Deze mythe komt uit de film Entrapment. Je kan een druksensor onder een glazen vitrinebak misleiden door…
| Mythe | Status    | Notities |
| --- | --------- | --- |
| ...een mes tussen het glas en de sensor te stoppen, en met wat kauwgum de sensor op zijn oorspronkelijke plek te houden. | Busted    | De sensor is zeer gevoelig. Zelfs als het glas maar een klein stukje wordt opgetild, wat nodig is om het mes ertussen te stoppen, gaat het alarm al af. En de kauwgum is te elastisch en slap om de sensor op zijn plek te houden. |
| ...een mes tussen het glas en de sensor te duwen, en de sensor op zijn plaats te houden met tape.                        | Plausible | Dit was "Plan B" in geval de filmmythe Busted was. Als je erin slaagt het mes op zijn plek te krijgen zonder het alarm te doen afgaan, kan je de sensor op zijn plek houden met de tape.                                           |

### Safecracking
Een kluis kan worden gekraakt door…
| Mythe                                                                            | Status    | Notities |
| -------------------------------------------------------------------------------- | --------- | --- |
| ...een stethoscoop te gebruiken.                                                 | Busted    | Moderne kluizen zijn ontworpen met deze oude truc in gedachten. Het cijferslot maakt te weinig geluid om te horen, zelfs met een stethoscoop.                   |
| ...Een gat te boren en met een pianosnaar de pennen op hun plek te laten vallen. | Plausible | Met behulp van een borescoop en een hoop pianosnaar slaagde Adam erin de kluis te kraken. Maar het kostte meer tijd dan een eventuele kluizenkraker zou hebben. |

### Scaling a Building
| Mythe | Status    | Notities |
| --- | --------- | --- |
| Zuignappen kunnen worden gebruikt om de gevel van een 23 verdiepingen tellende wolkenkrabber te beklimmen. | Plausible | Het concept werkte (zie de Air Duct Climb sectie), maar Adam had niet het uithoudingsvermogen om het tot de top te halen. Om zoiets te presteren zou je zeer goed getraind moeten zijn. |

## Aflevering 55 — "Steam Cannon"

### Cereal Nutrition
Een populaire mythe in de Verenigde Staten is dat gesuikerde cornflakes minder voedingsstoffen bevat dan de doos waar het in zit.
| Mythe                                                                     | Status | Notities |
| ------------------------------------------------------------------------- | ------ | --- |
| De doos van cornflakes bevat meer voedingsstoffen dan de cornflakes zelf. | Busted | Alle testen toonden aan dat cornflakes in verhouding tot de kartonnen doos veel meer calorieën, vetten, suikers, en proteïnes bevat. Daarnaast kunnen de chemische stoffen in de kartonnen doos giftig zijn. |

### Steam Cannon
| Mythe | Status | Notities |
| --- | ------ | --- |
| Archimedes was in staat een krachtig stoomkanon te bouwen met de middelen die destijds beschikbaar waren. | Busted | Een door stoom aangedreven kanon gebouwd volgens de bouwtekeningen van Leonardo da Vinci was, zelfs met moderne middelen, nauwelijks in staat een projectiel af te vuren. De MythBusters bouwden daarom hun eigen versie. Die werkte wel, maar Archimedes zou zoiets niet hebben kunnen maken. |

### Adams tanden
Dit experimentje is gedaan naar aanleiding van een hoop e-mails van fans, met klachten over Adams bruine tanden.
| Mythe                                               | Status    | Notities |
| --------------------------------------------------- | --------- | --- |
| Van alle MythBusters heeft Adam de bruinste tanden. | Confirmed | Tory en Grant hadden de schoonste tanden. Eerst waren niet Adams, maar Jamies tanden het bruinst. Jamie kon hier blijkbaar nogal slecht tegen, want na het horen van dit nieuws liet hij zijn tanden bleken zodat ze hagelwit werden. Toen had Adam wel de bruinste tanden (en hij was niet van plan er iets aan te doen). |

## Aflevering 56 — "Killer Whirlpool"

### Whirlpool of Death
Draaikolken vormen al eeuwenlang een bron van angst. Een draaikolk kan…
| Mythe                             | Status    | Notities |
| --------------------------------- | --------- | --- |
| ...een containerschip doen zinken | Busted    | Om hierin te slagen zou de draaikolk vele malen groter moeten zijn dan zelfs de grootste maalstroom die ooit is waargenomen. |
| ...een vis trawler doen zinken.   | Busted    | Zelfde verhaal als bij de container. |
| ...een mens verdrinken            | Plausible | Een draaikolk kan een vortex creëren die sterk genoeg is om een zwemmer onderwater te trekken. Gecombineerd met de effecten van duizeligheid en desoriëntatie kan dat resulteren in iemands verdrinking. De MythBusters testten alleen de effecten van de sterkste maalstroom ooit waargenomen, en onderzochten niet hoe groot een draaikolk minimaal moet zijn voor zoiets. |

### Snowplow Flips Car
Een fan beweerde dat hij een auto zag omvallen toen er een sneeuwschuiver met hoge snelheid voorbij reed in de tegenovergestelde richting. Het testten van deze Mythe bracht een hoop problemen met zich mee, omdat de sneeuwschuiver die Tory, Grant en Kari gratis hadden gekregen op geen enkele manier meewerkte. Het hele experiment werd dan ook spottend omgedoopt tot "de vloek van de sneeuwschuiver".
| Mythe                                                                           | Status | Notities |
| ------------------------------------------------------------------------------- | ------ | --- |
| Een sneeuwschuiver die op hoge snelheid voorbijrijd kan een auto doen omvallen. | Busted | De MythBusters testten de ergst mogelijke situatie: een uitzonderlijk grote schuiver die een zeer kleine en lichte auto op hoge snelheid passeerd. Maar zelfs in deze situatie kon de schuiver niet de luchtdruk genereren die nodig was om de auto te doen omvallen. |

## Aflevering 57 — "Diet Coke and Mentos"

### Diet Coke and Mentos
Dit was de eerste keer dat een experiment niet werd geclassificeerd als "Busted", "Plausible" of "Confirmed", aangezien er geen mythe was die ontkracht of Confirmed moest worden. Adam en Jamie deden dit experiment puur om te bepalen hoe je een zogenaamde “Diet Coke geiser” kan maken. Wel ontdekten ze dat een aantal theorieën over deze geisers Busted waren.
| Vraag | Resultaten |
| --- | --- |
| Waarom kan een Mentos die in een fles cola light wordt gestopt de cola als een geiser omhoog doen spuiten. | Vooral omdat een mentos (vooral de kleurloze versie) een nucleatie biedt voor de koolstofdioxide in de cola, wat het in staat stelt als gas te ontsnappen. Andere actieve ingrediënten in dit effect zijn aspartaam, kaliumbenzoaat en cafeïne in de cola. |

Bij dit experiment verbeterden de MythBusters tevens het record van de colageiser: 9 meter. Ze wisten dit zelfs tot 10 meter op te voeren door steenzout te gebruiken.

### Stamp on a Helicopter
| Mythe | Status | Notities |
| --- | ------ | --- |
| Een postzegel die wordt geplakt op de rotor van een helikopter, kan de rotor uit balans brengen en de helikopter doen neerstorten. | Busted | Een enkele postzegel had zelfs bij een schaalmodel helikopter geen effect. Pas bij 8000 postzegels werd het schaalmodel vernietigd. Ook bij een echte helikopter was een enkele postzegel niet voldoende. |

## Aflevering 58 — "Shattering Subwoofer"

### Shattering Subwoofer
| Mythe | Status | Notities |
| --- | ------ | --- |
| Je kan de radio en de geluidsinstallatie van een auto zo aanpassen, dat de subwoofer alle ramen van de auto kan doen sneuvelen. | Busted | Adam en Jamie bouwden een uitzonderlijk grote, door een dieselmotor aangedreven subwoofer die in staat was 161 dBSPL op 16 Hz te produceren. Tijdens de test trilde het dakraam van de auto los, waarna de geluidsgolven konden ontsnappen. Dit lek plus het feit dat de kracht van het systeem de subwoofer deed breken maken dat de mythe niet waar kan zijn. In het ergste geval breekt slechts 1 raam, waarna de geluidsgolven kunnen ontsnappen. |

### Rough Road Driving
| Mythe | Status    | Notities |
| --- | --------- | --- |
| Je kunt comfortabeler rijden over een ruw landschap (zoals de Australische outback) door harder te rijden. | Confirmed | Het Junior Team was in staat te bevestigen dat bij hogere snelheden een auto gemakkelijker over obstakels heenrijd en dus comfortabeler. |

## Aflevering 59 — "Crimes and Myth-Demeanors 2"
Na al eerder inbraakmythes uit Hollywoodfilms te hebben onderzocht, onderzochten de MythBusters nu inbraakmythes uit het dagelijks leven.

### Fingerprint Lock
Een Vingerafdrukscanner is vaak voorzien van extra sensoren zoals voor zweet en hartslag om te controleren of er echt een vinger op wordt gedrukt. Desondanks kan je een vingerafdrukscanner misleiden door…
| Mythe                                             | Status    | Notities                                                                            |
| ------------------------------------------------- | --------- | ----------------------------------------------------------------------------------- |
| ...een kopie van de juiste vingerafdruk in latex. | Confirmed | Indien het latex van tevoren wordt gelikt om zweet na te bootsen werkt dit perfect. |
| ...een vingerafdruk in ballistische gel.          | Confirmed | Zelfde verhaal als bij de latex.                                                    |
| ...een papieren kopie van de vingerafdruk.        | Confirmed | Zelfde verhaal als bij de latex.                                                    |

Uiteindelijk wisten Adam en Jamie Grants moderne vingerafdrukslot zelfs makkelijker te misleiden dan een minder geavanceerde scanner van Jamie.

### Thermal Motion Sensor
Een warmtesensor kan worden misleid door…
| Mythe                                                                   | Status    | Notities |
| ----------------------------------------------------------------------- | --------- | --- |
| ...je lichaam af te koelen met behulp van een CO2 brandblusser.         | Busted    | Niet alleen werd de scanner niet misleid, een brandblusser gebruiken op een persoon is gevaarlijk. |
| ...een neopreen duikerspak aan te trekken.                              | Busted    | In het begin kan het pak inderdaad lichaamswarmte verbergen, totdat het pak zelf ook is opgewarmd. |
| ...jezelf met modder te bedekken.                                       | Busted    | Net als bij het duikerspak werkt dit slechts totdat de modder is opgewarmd. Bovendien liet Tory toen hij dit probeerde een duidelijk modderspoor na.                                                   |
| ...de kamer te verwarmen tot lichaamstemperatuur.                       | Busted    | De kamer verwarmen vanaf het plafond deed het alarm onmiddellijk afgaan. Verwarmen vanaf de vloer niet. Echter, ondanks de temperatuur was de sensor nog gevoelig genoeg om een persoon te detecteren. |
| ...glas tussen de indringer en de sensor te plaatsen.                   | Confirmed | Glas blokkeert het infrarode licht (ofwel de lichaamswarmte). |
| ...een brandwerend pak aantrekken, dat brandweermannen ook vaak dragen. | Confirmed | Met het brandwerende pak aan wist Tory ongezien langs de sensor te komen. |

### Ultrasonic Motion Sensor
Ultrasonische bewegingssensoren die normaal elk soort beweging via een dopplereffect kunnen zien, kunnen worden misleid door…
| Mythe                            | Status    | Notities |
| -------------------------------- | --------- | --- |
| ...dikke kleding aan te trekken. | Busted    | De sensor registreerde Kari nog steeds. |
| ...een laken voor je te houden.  | Confirmed | Het laken absorbeerde genoeg van de straling om een indringer niet op te laten vallen.                                                                  |
| ...heel langzaam te bewegen.     | Confirmed | Hoewel het Kari 20 minuten kostte om een relatief kleine hal door te lopen, bewoog ze langzaam genoeg om niet gezien te worden door de bewegingssensor. |

### Water Safe
Deze mythe komt uit de film The Score.
| Mythe | Status    | Notities |
| --- | --------- | --- |
| Als een dief een gat boort in een kluis met een thermische lans en de kluis vervolgens met water vult, kan hij een explosief in de kluis af laten gaan zonder de voorwerpen in de kluis te beschadigen. | Plausible | Een gat in een kluis boren met een thermische lans duurt veel langer dan de mythe suggereert. Bovendien vernielt de hitte van de thermische lans alle voorwerpen in de kluis. De kluis was ook niet waterdicht en moest worden dichtgetapet van binnenuit. Ten slotte was de explosie weliswaar genoeg om de kluisdeur te openen, maar geen van de voorwerpen in de kluis overleefde. De mythe werd toch als Plausible bestempeld vanwege politierapporten waarin deze methode werd beschreven. |

## Aflevering 60 — "Earthquake Machine"

### Miniature Earthquake Machine
| Mythe | Status | Notities |
| --- | ------ | --- |
| Nikola Tesla vond een pneumatische machine op zakformaat uit die, toen hij hem vastmaakte aan de muur van zijn lab en de fibraties van de machine afstelde op de resonantie van het gebouw, het hele gebouw deed trillen als ware het een aardbeving | Busted | De MythBusters bouwden verschillende variaties van Tesla’s pneumatische "aardbeving machine" waarbij ze ook gebruik maakten van gemodificeerde drilboren. Een test op schaal met een miniatuur model mislukte. Daarna werd de machine aan een brug bevestigd. De brug schudde wel, maar niet met het effect van een aardbeving tot gevolg. |

### Stove Myths
De MythBusters onderzochten of de volgende objecten, indien ze op een kookplaat worden gezet, kunnen ontploffen en iemand doden:
| Mythe                        | Status    | Notities |
| ---------------------------- | --------- | --- |
| Een lavalamp                 | Confirmed | Dit was de mythe waar het in eerste instantie om ging. Alle geteste lavalampen ontploften. De reactie verschilde per lamp, afhankelijk van het formaat en ontwerp. Een test op een pop van ballistische gel toonde aan dat de explosie dodelijk kan zijn. |
| Een blik bonen               | Confirmed | De blikken ontploften allemaal. Net al bij de lavalampen verschilde de ontploffing per blik vanwege de omvang. |
| Een kan van ingeblikt vlees. | Busted    | Hoewel het blik ontplofte, was de ontploffing niet sterk genoeg om dodelijk te zijn. |
| Een grote glazen kan melk    | Plausible | De kan melk ontplofte, maar niet met veel kracht. Het kan echter dodelijk zijn als je er met je neus bovenop staat. |

## Aflevering 61 — "Deadly Straw"

### Straw Through a Palm Tree
| Mythe | Status | Notities |
| --- | ------ | --- |
| Een strootje kan een palmboom doorboren indien hij daar tegenaan wordt gesmeten door een windvlaag van een orkaan. | Busted | Zelfs bij een lancering met de hoogste windsnelheid die ooit is gemeten bij een orkaan drong het strootje slechts een paar centimeter door in de boom. Ook werd riet getest, aangezien dit vaak voor stro wordt aangezien. Het riet kwam wat verder, maar doorboorde de boom ook niet geheel. Jamie probeerde vervolgens een pianosnaar. Die doorboorde niet alleen de boom, maar ook de multiplex plaat die erachter stond. |

### Primary Perception
| Mythe | Status | Notities |
| --- | ------ | --- |
| Polygrafische testen tonen aan dat alle levende wezens een soort van gezamenlijk onderbewustzijn hebben. | Busted | Testen werden gedaan met planten. De planten werden aan de polygraafs galvanometer Confirmed. Vervolgens werden de planten, of anderen in hun omgeving mishandeld. De galvanometer registreerde in 1/3 van de gevallen een reactie. Een meer accurate EEG machine werd vervolgens gebruikt. Deze registreerde geen reacties. |

## Aflevering 62 — "Killer Cable Snaps"

### Killer Cable Slice
| Mythe                                                                                    | Status | Notities |
| ---------------------------------------------------------------------------------------- | ------ | --- |
| Als een staalkabel die onder spanning staat breekt, kan die een persoon in tweeën slaan. | Busted | Een 5/8" kabel bij 13.636 kg spanning was niet in staat een varken in tweeën te hakken (of er zelfs maar in te hakken). De MythBusters gingen zelfs zover dat ze een kleine kabel vast maakten aan een grotere om zo een zweep te creëren. Ook dit werkte niet. Bovendien konden de MythBusters geen bewijs vinden dat er ooit echt iemand in tweeën gehakt is door een staalkabel. |

### Pottery Record (Archaeoacoustics)
| Mythe | Status | Notities |
| --- | ------ | --- |
| Oude potten kunnen sporen van geluid bevatten wat door bijvoorbeeld een strootje in de pot is gekerfd als ware het een grammofoonplaat. Dit geluid kan met moderne apparatuur hoorbaar kan worden gemaakt. | Busted | De MythBusters waren niet in staat een herkenbaar geluid te ontdekken op een pot waar ze zelf met strootjes geluid op hadden "opgenomen". Zelfs met een professionele audio versterker en het meest geavanceerde geluidssysteem dat er is lukte het hen niet. |

## Aflevering 63 — "Air Cylinder Rocket"

### Air Cylinder of Death
Een gasfles die onder druk staat kan...
| Mythe                                        | Status    | Notities |
| -------------------------------------------- | --------- | --- |
| ...zichzelf door een betonnen muur lanceren. | Confirmed | Toen de MythBusters een lanceerplatform hadden gebouwd, vloog de gasfles door een muur van betonnen blokken heen. |
| ...een speedboot aandrijven.                 | Busted    | De twee gasflessen konden de boot slechts 120 voet voortduwen met een snelheid van 5 knopen. Bij een tweede poging haalde de boot niet eens half die afstand. De totale snelheid kon worden gemeten in kilometers per dag. |

### Gunpowder Engine
| Mythe                                 | Status | Notities |
| ------------------------------------- | ------ | --- |
| Een motor kan puur op buskruit lopen. | Busted | Hoewel buskruit een grotere energiedichtheid heeft dan benzine, werkte geen van de drie historische ontwerpen voor een buskruitmoter. De Junior MythBusters probeerden tevens een moderne automotor aan te passen voor buskruit, maar dat werkte evenmin. |

## Aflevering 64 — "More Myths Revisited"
Dit is de vijfde aflevering waarin oude mythes opnieuw werden onderzocht.

### Sword vs. Gun
| Mythe | Status | Notities |
| --- | ------ | --- |
| Een zwaard kan een machinegeweer in tweeën hakken (Spin-off van de Sword vs. Sword mythe uit de Mega Movie Myths Special). | Busted | Een machinegeweer kan niet door een zwaard in tweeën worden gesneden. Zelfs toen het geweer roodgloeiend was kwam het zwaard er maar half doorheen. |

### Rough Road Driving
| Mythe | Status | Notities |
| --- | ------ | --- |
| Je kan voorkomen dat je ruit breekt door bijvoorbeeld een steentje door je hand tegen de ruit de drukken. (spin-off van Aflevering 58). | Busted | Een raam versterken met de hand was niet genoeg om te voorkomen dat een steen of een kogel het versplinterde. |

### Salami Rocket
| Mythe                                                                               | Status        | Notities                                                                     |
| ----------------------------------------------------------------------------------- | ------------- | ---------------------------------------------------------------------------- |
| Een hybride raket kan worden gemaakt van salami (uit Salami Rocket, Aflevering 51). | Her-Confirmed | Door salami als raketbrandstof te gebruiken kan een raket worden gelanceerd. |

### Tailgate Up vs. Tailgate Down
| Mythe | Status     | Notities                                                                                           |
| --- | ---------- | -------------------------------------------------------------------------------------------------- |
| Het is meer brandstofefficiënt om tijdens het rijden de laadklep van je pick-up omlaag te doen. (uit Tailgate Up vs. Tailgate Down, Aflevering 43). | Her-Busted | Via een gekalibreerde brandstofmeter waren Jamie en Adam in staat de mythe opnieuw te ontkrachten. |
| Een plastic net is meer brandstofbesparend dan een standaard metalen laadklep.                                                                      | Confirmed  | Ook ditmaal werd de gekalibreerde brandstofmeter gebruikt.                                         |
| Helemaal geen laadklep is zuiniger dan wel een laadklep, ongeacht of die omhoog of omlaag staat.                                                    | Busted     | Verbruikte net zoveel brandstof als de laadklep omlaag.                                            |
| Het is zuiniger om de achterbak van je pick-up af te dekken zodat er geen "kuil" meer ontstaat.                                                     | Busted     | Verbruikte net zoveel brandstof als de laadklep omlaag.                                            |

### Pottery Record (Archaeoacoustics)
| Mythe | Status | Notities |
| --- | ------ | --- |
| Schilderijen kunnen sporen van geluid bevatten wat door de kwast in de verf is gekerfd als ware het een grammofoonplaat. Dit geluid kan met moderne apparatuur hoorbaar kan worden gemaakt. (spin-off van Aflevering 62) | Busted | De MythBusters waren niet in staat een herkenbaar geluid te ontdekken op een schilderij waar ze zelf met een kwast geluid op hadden "opgenomen". |

## Aflevering 65 — "Exploding Lighter"

### Exploding Lighter
| Mythe                                                                          | Status                 | Notities |
| ------------------------------------------------------------------------------ | ---------------------- | --- |
| Een aansteker kan ontploffen indien hij wordt geplaatst onder een lasapparaat. | Confirmed              | De hitte van het lasapparaat was genoeg om de plastic aansteker te doen smelten en de brandstof erin bloot te stellen aan de hitte. Deze ontbrandde vervolgens. |
| Een aansteker kan ontploffen als hij in een wasdroger wordt geplaatst.         | Busted                 | De aansteker werd in een werkende droogtrommel gestopt, maar raakte niet beschadigd. Derhalve ontplofte hij dus ook niet. |
| Een aansteker kan ontploffen als hij wordt geraakt door een golfclub.          | Gedeeltelijk Confirmed | Als de aansteker gewoon werd geraakt ontplofte hij niet. Echter, toen de aansteker werd geraakt terwijl hij was aangestoken volgde er wel een ontploffing. |
| Een aansteker kan ontploffen op het dashboard van een auto.                    | Busted                 | De aansteker werd in een broodrooster gestopt om de maximale temperatuur in een auto te simuleren. Er was geen reactie, zelfs niet na enkele uren. Pas bij 350 graden fahrenheit ontplofte de aansteker. |
| Een enkele aansteker kan als hij ontploft dodelijk zijn.                       | Busted                 | De MythBusters plaatsten de aansteker in een broek die gedragen werd door een stuk varkensvlees, en lieten hem ontploffen met een lasapparaat. De broek vloog in brand door het lasapparaat, maar de aansteker ontplofte niet. Het vlees verbrandde wel, maar de verwondingen zouden niet dodelijk zijn geweest. |
| Vijfhonderd aanstekers in een auto kunnen met dodelijke kracht ontploffen.     | Plausible              | De MythBusters plaatsten vijfhonderd aanstekers in een auto en verwarmden die langzaam. Een voor een scheurden ze en lieten gasdampen vrij die ontploften. Alle ramen sneuvelden en de auto vloog in brand. Zolang er een ontstekingsbron was, was de mythe Plausible.                                           |

### Gunslinger Myths
Met een Colt Single Action Army en een Colt M1861 Navy onderwierpen de MythBusters een paar mythes uit het wilde westen aan een test. Een revolverheld uit het wilde westen kon...
| Mythe | Status | Notities |
| --- | ------ | --- |
| ...een muntje uit zijn hand laten vallen, en zijn pistol vijfmaal afschieten voordat het muntje de grond raakte. | Busted | Grant, Kari, en Tory probeerden het met pistolen zoals men die in het wilde westen had. Kari en Grant kregen het pistool niet eens op tijd uit het holster, en Tory kon slechts 1 schot afvuren. Grant bouwde een apparaat dat aantoonde dat de pistolen mechanisch gezien niet snel genoeg konden schieten om deze mythe waar te laten zijn. Zelfs een professionele schutter die er voor de mythe bij werd gehaald kon slechts driemaal schieten in de gestelde tijd. |
| ...een gat in een zilveren dollar schieten.                                                                      | Busted | De MythBusters gebruiken een zilveren dollar zoals men die destijds had. Een professionele schutter toonde aan dat je het muntje in de lucht kunt raken met een kogel, en je wel een loden munt kunt doorboren. Een zilveren dollar wordt echter alleen verbogen. Om een gat in een zilveren dollar te schieten is een modern vuurwapen zoals een .44 Magnum nodig (wat de MythBusters dan ook deden).                                                                  |
| ...iemand redden van de galg door het touw kapot te schieten.                                                    | Busted | Zelfs toen het pistool bijna tegen het touw werd aangedrukt slaagden de MythBusters er niet in het te breken. Een professionele schutter gewapend met een sterker vuurwapen zoals een Winchester rifle zou er wel in kunnen slagen, maar pas na meerdere schoten. De bekende scène uit western films waarbij de held met 1 enkel schot uit een normaal pistool het touw doorboord is onmogelijk.                                                                        |

## Aflevering 66 — "Concrete Glider"

### Concrete Glider
| Mythe                                                    | Status    | Notities |
| -------------------------------------------------------- | --------- | --- |
| Een werkend zweefvliegtuig kan worden gemaakt van beton. | Plausible | Adams zweefvliegtuig kon een afstand van 34 voet afleggen. Jamie’s zweefvliegtuig stortte neer. Een expert bevestigde dat een zweefvliegtuig gemaakt van beton wel Plausible is en dat de Duitsers er zelfs mee hebben geëxperimenteerd in de Tweede Wereldoorlog. De MythBusters concludeerden ook dat het Plausible was, maar dat het extreem gevaarlijk en onpraktisch was. |

### Train Suction
| Mythe                                                                   | Status | Notities |
| ----------------------------------------------------------------------- | ------ | --- |
| De vortex van een voorbij rijdende trein kan iemand op de rails zuigen. | Busted | Hoewel een test op schaal met modeltreintjes in een windtunnel aantoonde dat er inderdaad een vortex ontstaat, bleek bij de grote test de lucht turbulentie die juist van de trein afbeweegt groter te zijn. Een pop gemaakt van ballistische gel viel gewoon om door de trein en werd niet naar de rails gezogen. Wel werd geconcludeerd dat zo dicht bij een langsrijdende trein staan gevaarlijk is. |

## Aflevering 67 — "Firearms Folklore"

### Firearms Folklore
| Mythe | Status    | Notities |
| --- | --------- | --- |
| Een kogel kan in een lege kamer van een ander vuurwapen worden geschoten.                                            | Confirmed | De MythBusters waren daadwerkelijk in staat een kogel recht de kamer van een testrevolver in te schieten. De kogel kwam vast te zitten in de kamer, precies op de manier die te zien was op een foto die de MythBusters hadden. |
| Een sluipschutter kan een andere sluipschutter doden door recht door het vizier van de ander zijn geweer te schieten | Busted    | De kogel werd bij de testen of gestopt, of ketste af door de verschillende lagen van lenzen in het vizier. |
| Gedurende de burgeroorlog, raakten twee kogels elkaars midden in de lucht, en versmolten.                            | Plausible | De MythBusters bereikten het effect door te schieten op een kogel die was opgehangen aan een stellage. De kogels fuseerden inderdaad, maar de kans dat zoiets een keer plaatsvindt is nihil.                                    |

### Hammer vs. Hammer
Deze mythe kwam van bezorgde kijkers, die vreesden voor Jamie’s leven iedere keer als hij twee hamers tegen elkaar sloeg.
| Mythe | Status | Notities                                                                         |
| --- | ------ | -------------------------------------------------------------------------------- |
| Als twee hamers elkaars raken, of een hamer hard tegen een aambeeld wordt geslagen, zal ten minste een van de hamers compleet versplinteren met dodelijke kracht. | Busted | Geen van de hamers werd verbrijzeld. Hamers met houten handvatten braken alleen. |

## Aflevering 68 — "Anti-Gravity Device"

### Antigravity
| Mythe                           | Status             | Notities |
| ------------------------------- | ------------------ | --- |
| Anti-zwaartekracht is mogelijk. | Busted (voorlopig) | Na verschillende machines en ontwerpen te hebben uitgestest, bleek er geen een te werken. De zogenaamde "anti-zwaartekracht" machines maakten in werkelijkheid gebruik van voortstuwing om te zweven. Ze hieven de zwaartekracht niet op, zoals dat bij anti-zwaartekracht wel het geval zou moeten zijn. Het idee van anti-zwaartekracht werd echter niet ontkracht via de testen. |

### Christmas Lights
| Mythe | Status    | Notities |
| --- | --------- | --- |
| De hitte gegenereerd door kerstlampjes kan een kerstboom doen ontbranden.                                                           | Busted    | Zelfs toen de MythBusters een gortdroge kerstboom met honderden lampjes bedekten (die samen meer stroom gebruikten dan normaal een heel huis) vatte de boom geen vlam. Er kwam enkel wat rook vanaf. |
| Kortsluiting veroorzaakt door gebruik van te veel lampjes of verkeerd aangesloten verlengsnoeren kan een kerstboom doen ontbranden. | Confirmed | Adam en Jamie gebruiken in dezelfde gortdroge kerstboom een kunstmatig opgewekte vonk (die ook zou ontstaan bij eventuele kortsluiting). Hierdoor vatte de boom wel vlam, en snel ook. Tevens toonden ze het gevaar van verkeerd aangesloten verlengsnoeren en te veel lampjes op hetzelfde verlengsnoer. |

### Wodka Mythes IV
| Mythe                                           | Status    | Notities |
| ----------------------------------------------- | --------- | --- |
| Wodka kan de pijn van een kwallensteek genezen. | Confirmed | Na te zijn gestoken door een kwal en de wond met wodka te hebben behandeld, merkte Kari op dat de meeste pijn verdween. |

## Aflevering 69 — "22,000 Foot Fall"

### 22,000 Foot Fall
| Mythe | Status | Notities |
| --- | ------ | --- |
| Je kan een val van 22,000 voet hoogte overleven indien je door een glazen plafond valt en een 1000 pond bom onder je ontploft. | Busted | In zowel de schaalmodel test als de echte test bleek dat het verschil in druk tussen een vallend persoon en de schokgolf van de bom te groot is om elkaars op te heffen. Ook kan het glas en het metaal van de explosie iemand doden. |

### Lights On/Off
| Mythe                                                                                             | Status | Notities |
| ------------------------------------------------------------------------------------------------- | ------ | --- |
| De lampen in je huis continu laten branden in plaats van steeds aan en uit doen bespaart energie. | Busted | Via verschillende testen berekenden de MythBusters dat de energie die nodig is om een lamp aan te doen net zo veel energie verbruikt als de lamp een fractie van een seconde aanlaten. Het is beter je lampen uit te doen dan ze aan te laten. |